# Кьоселер Зеир
Кьоселер Зеир (на гръцки: Ανωχώρι, Анохори, катаревуса: Ανωχώριον, Анохорион до 1926 година Κιοσελέρ Ζεΐρ, Кьоселер Зеир) е бивше село в Гърция, разположено на територията на дем Места (Нестос), административна област Източна Македония и Тракия.

## География
Кьоселер Зеир е било разположено в Урвил на 600 m надморска височина, западно от Платамонас (Оладжак).

## История

### В Османската империя
В XIX век Кьоселер Зеир е турско село в Саръшабанската каза на Османската империя. На австро-унгарската военна карта е отбелязано заедно с Кьоселер Баля (Катохори) като Кьоселер (Kjoseler). Съгласно статистиката на Васил Кънчов („Македония. Етнография и статистика“) към 1900 година Кьоселеръ Изиръ е турско селище и в него живеят 90 турци.

### В Гърция
В 1913 година селото попада в Гърция след Междусъюзническата война. През 20-те години турското му население се изселва по споразумението за обмен на население между Гърция и Турция след Лозанския мир и на негово място в селото (Άνω Κιοσελέρ) са заселени 30 семейства гърци бежанци и,ли 123 души. В 1926 година името му е сменено на Анохори.
Българска статистика от 1941 година показва 111 жители.
Селото се разпада в Гражданската война (1946 – 1949).
| Година    | 1913 | 1920 | 1928 | 1940 | 1951 | 1961 | 1971 | 1981 | 1991 | 2001 | 2011 | 2021 |
| --------- | ---- | ---- | ---- | ---- | ---- | ---- | ---- | ---- | ---- | ---- | ---- | ---- |
| Население | 224  | 192  | 115  | 152  |      |      |      |      |      |      |      |      |